# Gentiana andersonii
Gentiana andersonii är en gentianaväxtart som beskrevs av Charles Baron Clarke. Gentiana andersonii ingår i släktet gentianor, och familjen gentianaväxter. Inga underarter finns listade i Catalogue of Life.